# Вехов, Виталий Борисович
Вехов Виталий Борисович (род. 1 февраля 1968) — российский учёный-криминалист в области Цифровой криминалистики, кандидат юридических наук (1995), доктор юридических наук (2009), ученое звание — доцент по кафедре организации следственной работы (1999), профессор по кафедре организации следственной работы (2013), член-корреспондент Российской Академии Естествознания (2013), Заслуженный деятель науки и образования РАЕ (2015), Ветеран труда Российской Федерации (2018), полковник милиции (до 2011), полковник полиции (до 2012), полковник юстиции Следственный комитет Российской Федерации — Центральный аппарат (до 2015), академик РАЕ (2018).

## Биография
Родился 1 февраля 1968 года в г. Волгограде.
- 1992 — окончил инженерно-педагогический факультет Волгоградского педагогического института им. А. С. Серафимовича (ныне Институт технологии, экономики и сервиса[1] Волгоградского государственного социально-педагогического университета) по специальности «общетехнические дисциплины»
- 1992 — 2012 работал преподавателем, старшим преподавателем, доцентом, профессором кафедры организации следственной работы факультета повышения квалификации Волгоградской академии МВД России[2] (бывшие Высшая следственная школа МВД России, Волгоградский юридический институт МВД России)
- 1993 — 1995 окончил очную адъюнктуру Высшей следственной школы МВД России Высшей следственной школы МВД России по специальности «уголовный процесс, криминалистика, теория оперативно-розыскной деятельности» (12.00.09; 12.00.12)[3]
- 1995 — защитил кандидатскую диссертацию по теме «Криминалистическая характеристика и совершенствование практики расследования и предупреждения преступлений, совершаемых с использованием средств компьютерной техники»
- 2009 — защитил докторскую диссертацию по теме «Криминалистическое учение о компьютерной информации и средствах её обработки»
- 2012 — работал заведующим лабораторией по управлению профессиональными знаниями следствия Института повышения квалификации Следственного комитета Российской Федерации (Московской академии Следственного комитета Российской Федерации)
- 2013 — работал руководителем отдела информатизации Центрального аппарата Следственного комитета Российской Федерации (Главным конструктором по информатизации Следственного комитета Российской Федерации)
- 2013 — избран членом-корреспондентом Российской Академии Естествознания[4]
- 2015 — присвоено почетное звание «Заслуженный деятель науки и образования» РАЕ[4]
- 2018 — избран академиком Российской Академии Естествознания[4]
- 2018 — присвоено почетное звание «Основатель научной школы»: «Цифровая криминалистика»[4]
- 2012 — по настоящее время работает  профессором кафедры "Безопасность в цифровом мире" Московского государственного технического университета имени Н.Э. Баумана (национального исследовательского университета) — МГТУ им. Н. Э. Баумана (НИУ) (бывшие кафедры: "Юриспруденции, интеллектуальной собственности и судебной экспертизы", "Цифровая криминалистика")[5]
- 2022 - по настоящее время работает  профессором кафедры "Противодействия преступлениям в сфере информационно-телекоммуникационных технологий" Московского университета МВД России имени В.Я. Кикотя - МосУ МВД России им. В.Я. Кикотя[6]

В. Б. Вехов — Специалист в области Цифровых криминалистики и доказательств; Расследования компьютерных преступлений; Компьютерной разведки; Защиты информации; Информационной безопасности

## Награды и признание
- Имеет награды МВД, Следственного комитета и Верховного Суда Российской Федерации, а также общественных некоммерческих организаций.
- Основатель научной школы (www.youtube.com/watch?v=H9PCIqy5jUk) «Цифровая криминалистика» (Криминалистическое исследование компьютерной информации и средств её обработки) (2018)
- Академик Российской Академии Естествознания (РАЕ) (www.famous-scientists.ru/13574/) (2018)
- Доктор юридических наук (2009)
- Кандидат юридических наук (1995)
- Ученое звание: «Доцент по кафедре организации следственной работы» (1999)
- Ученое звание: «Профессор по кафедре организации следственной работы» (2013)
- Член подкомитета № 1 «Безопасность финансовых (банковских) операций» Технического комитета № 122 «Стандарты финансовых операций» Центрального Банка Российской Федерации
- Эксперт в области информационной безопасности Международного информационного агентства «Россия сегодня»-«RT»
- Эксперт в области информационной безопасности Радиостанции «Спутник»
- Эксперт в области информационной безопасности РИА Новости
- Эксперт Координационного совета некоммерческих организаций России
- Член Международной организации «Конгресс криминалистов»
- Член редакционного совета журнала «Судебная экспертиза» (Волгоградская академия МВД России)
- Член экспертного совета журнала «Вестник Алтайской академии экономики и права» (Алтайская академия экономики и права)
- Член редакционного совета журнала «Юридическая психология» (Издательская группа Юрист)
- Почётное звание: (www.rae.ru/ru/awards/scienceeducation.html) «Заслуженный деятель науки и образования» Российской академии естествознания(2015)
- Ветеран труда Российской Федерации (2018)

## Труды
Автор и соавтор более 250 научных и учебно-методических работ, опубликованных в отечественных и зарубежных изданиях, в том числе 12 монографий, 32 учебников и учебных пособий, 3 научно-практических пособий и справочников по учебным дисциплинам для вузов правоохранительных органов и других государственных образовательных учреждений высшего образования (юридических и технических), 2 патентов на полезную модель.
Имеет 44 внедрения электронных научных и учебно-методических работ, которые приняты на вооружение и эксплуатируются в 15 органах предварительного расследования системы МВД России 12 субъектов Российской Федерации, а также используются в учебном процессе 16 ведущих отечественных и зарубежных образовательных учреждений высшего профессионального образования, в том числе Академии МВД Республики Беларусь.
Созданный им в 2004 году в сети Интернет научно-методический сайт «Cybernetic Police: Компьютерная преступность и борьба с нею» в 2007 году по итогам конкурса web-сайтов Волгоградской области занял II место в номинации «Государство для бизнеса и общества».